# Desa Pangkalan (administrativ by i Indonesien, Jawa Barat, lat -6,38, long 108,20)
Desa Pangkalan är en administrativ by i Indonesien.   Den ligger i provinsen Jawa Barat, i den västra delen av landet, 150 km öster om huvudstaden Jakarta.